# Pepi III.
Pepi III. war ein altägyptischer Kleinkönig aus der Hyksoszeit in der 16. Dynastie. Er ist bisher nur durch Skarabäen belegt.